# Yuetang
Der Stadtbezirk Yuetang (chinesisch 岳塘区, Pinyin Yuètáng Qū) ist ein Stadtbezirk, der zum Verwaltungsgebiet der bezirksfreien Stadt Xiangtan in der chinesischen Provinz Hunan gehört. Der Stadtbezirk hat eine Fläche von 206 km² und zählt 478.300 Einwohner (Stand: Ende 2018). Er ist Sitz der Stadtregierung von Xiangtan. Er liegt an der Mündung des Flusses Lian Shui 涟水 in den Fluss Xiang Jiang 湘江.

## Administrative Gliederung
Auf Gemeindeebene setzt sich der Stadtbezirk aus zehn Straßenvierteln, zwei Großgemeinden und vier Gemeinden zusammen. 